# Dammsjön (Norra Finnskoga socken, Värmland)
Dammsjön är en sjö i Torsby kommun i Värmland och ingår i Glommas huvudavrinningsområde.